# وستگان (بروجن)
وستگان (گندمان)، روستایی از توابع بخش گندمان شهرستان بروجن در استان چهارمحال و بختیاری ایران است.

## جمعیت
این روستا در دهستان گندمان قرار دارد و براساس سرشماری مرکز آمار ایران در سال ۱۳۸۵، جمعیت آن ۶۱۹ نفر (۱۴۳خانوار) بوده‌است.